# Fuertes' andespapegaai
Fuertes' andespapegaai (Hapalopsittaca fuertesi) is een vogel uit de familie Psittacidae (papegaaien van Afrika en de Nieuwe Wereld). De vogel werd in 1912 door de Amerikaanse vogelkundige Frank Chapman geldig beschreven en vernoemd naar zijn collega en illustrator Louis Agassiz Fuertes. Het is een ernstig bedreigde, endemische vogelsoort uit  Colombia.

## Kenmerken
De vogel is gemiddeld 24 cm lang, het is een ietwat plompe, voornamelijk groen gekleurde papegaai. Het voorste deel van de vleugel (de schouder) is oranjerood gekleurd, het voorste deel van de kruin en het "gezicht" zijn geel en de rest van de kruin en de nek zijn blauw. De staart is rood met paars aan de punt.

## Verspreiding en leefgebied
Deze soort is endemisch in Midden-Colombia. Het leefgebied bestaat uit de nevelwouden op de westhellingen van de Andes op hoogten tussen de 3300 en 3500 m boven de zeespiegel in Quindío aan de grens met  de departementen Risaralda en Tolima.

## Status
Fuertes' andespapegaai heeft een klein verspreidingsgebied en daardoor is de kans op uitsterven aanwezig. De grootte van de populatie werd in 2006 door BirdLife International geschat op 160 individuen. De populatie-aantallen nemen toe dankzij de aankoop van bos dat als natuurreservaat wordt beheerd, medegefinancierd door de Nederlandse afdeling van de IUCN. Het omliggende leefgebied wordt echter bedreigd door omzetting van bos in weidegrond of het selectief kappen van grote bomen waarin de vogels nestelen. Om deze redenen staat deze soort als bedreigd op de Rode Lijst van de IUCN.